# Keiana Lester
Keiana Lester (* 26. Mai 1997 in Arima) ist eine ehemalige Radsportlerin aus Trinidad und Tobago.

## Sportliche Laufbahn
Keiana Leister stammt aus Arima, wo sich eine offene Beton-Radrennbahn befindet. 2012 wurde sie im Alter von 15 Jahren als Juniorin Meisterin von Trinidad und Tobago im Einzelzeitfahren, damit errang sie gleichzeitig den Titel bei den Elite-Frauen. Im Jahr darauf wurde sie nationale Straßen- und 2014 erneut Zeitfahr-Meisterin. 2015 errang sie gemeinsam mit Kollyn St. George bei den panamerikanischen Junioren-Meisterschaften die Goldmedaille im Teamsprint. Dabei stellten die beiden Sportlerinnen mit 34,718 Sekunden einen neuen panamerikanischen Juniorinnen-Rekord auf. 2015 sowie 2016 wurde Lester nationale Meisterin im Keirin. Im November 2016 startete sie als erste Radsportlerin aus ihrem Land in Apeldoorn bei einem Lauf eines Bahnrad-Weltcups.
Aufgrund ihrer Erfolge wurde Lester gemeinsam mit St. George vom Weltradsportverband Union Cycliste Internationale eingeladen, 2017 für drei Monate im World Cycling Centre im schweizerischen Aigle zu trainieren.
Am 11. Dezember 2016 stieß Keiana Lester während einer Trainingsfahrt im Süden Trinidads frontal mit einem Auto zusammen, das auf der falschen Seite der Straße fuhr. Sie wurde bewusstlos ins Krankenhaus eingeliefert und schwebte in Lebensgefahr. Anfang Januar wurde sie aus dem Krankenhaus entlassen, saß zunächst im Rollstuhl und ging dann an Krücken. Im August nahm sie ihr Training wieder auf und startete im März 2018 erstmals wieder bei einem Wettbewerb. Anschließende Resultate sind von ihr nicht bekannt.

## Erfolge
2012
- Meisterin von Trinidad und Tobago (Juniorinnen und Elite) – Einzelzeitfahren

2013
- Meisterin von Trinidad und Tobago – Straßenrennen

2014
- Meisterin von Trinidad und Tobago – Einzelzeitfahren

2015
- Panamerikanische Junioren-Meisterin – Teamsprint (mit Kollyn St. George)
- Junioren-Meisterin von Trinidad und Tobago – Keirin

2016
- Meisterin von Trinidad und Tobago – Keirin